# 雲仙天草国立公園
雲仙天草国立公園（うんぜんあまくさこくりつこうえん）は、日本の長崎県島原半島と熊本県天草諸島に属する国立公園である（一部鹿児島県も含む）。雲仙地区は1934年3月16日に雲仙国立公園として、瀬戸内海国立公園，霧島国立公園（現・霧島錦江湾国立公園）とともに日本で最初の国立公園に指定される。天草地区は1956年7月20日に編入され、現在の雲仙天草国立公園と改称され面積28,279 haとなる。

## 概要
上記の歴史的経緯から雲仙地区と天草地区に分けられる。
- 雲仙地域
  - 雲仙岳を中心とした火山群。火山活動が活発であり、固有の火山性地形やシロドウダンなどの植生が見られる。高原や湖沼の風景にも富み、草花、野鳥の宝庫でもある。特にミヤマキリシマ(ツツジ）については仁田峠を中心に5月が見ごろ。雲仙温泉では地獄めぐりが有名である。
  - 高原地帯は島原半島唯一の放牧地となっており、国有林の田代原風致探勝林がある[4]。

- 天草地域
  - 天草上島から天草下島にかけて東岸の天草松島から八代海、長島海峡を経て西岸の妙見浦と四季咲岬に至る海岸線及び内陸部の龍ヶ岳、倉岳などを含む。
  - ハイライトは多島海風景が見事で与謝野晶子にも絶賛された天草松島や奇岩、奇峰、海崖、海蝕洞などが連続して見られる妙見浦（名勝及び天然記念物）が著名で、陸繋島の富岡海岸、御所浦島などがある。複雑な入り江が連続するリアス式海岸一帯は、また海中の美しさでも知られており、天草海中公園は全国に先駆けて設置された海中公園の一つでもある。

指定面積
2005年6月17日区域変更の時点
陸域 計28,279 ha - 長崎県が45.5%、熊本県が49.4%、鹿児島県が5.1%
うち特別保護地区 589 ha、第1種特別地域 996 ha、第2種特別地域 11,705 ha、第3種特別地域 6,709 ha、普通地域 8,280 ha
海域（普通地域を含む概算） およそ37,000 ha
うち海域公園地区　115.7 ha

## 火山
雲仙岳

## 主要な景勝地
雲仙地域
雲仙岳（普賢岳・平成新山・国見岳・妙見岳）
仁田峠
宝原
雲仙温泉、地獄（古湯・新湯・小地獄）
白雲の池
諏訪の池
天草地域
海域公園
羊角湾
白嶽
龍ヶ岳
富岡半島（富岡城）

## 関係市町
- 長崎県
  - 雲仙市
  - 島原市
  - 南島原市
- 熊本県
  - 天草市
  - 上天草市
  - 苓北町
- 鹿児島県
  - 長島町